# Tin Bider
Tin Bider (ar. تن بدر) – krater uderzeniowy położony w centralnej Algierii.
Wiek krateru został oceniony na mniej niż 70 milionów lat, czyli powstał on nie dawniej niż w kredzie. Został utworzony przez uderzenie małej planetoidy w skały osadowe. Krater wznosi się ponad teren otaczający go od wschodu, południa i zachodu. Posiada koncentryczne pierścienie, sugerujące, że jest to krater złożony; na jego ukształtowanie mogła mieć jednak wpływ również pierwotna struktura geologiczna miejsca impaktu.